# Comité départemental du tourisme
Pour les articles homonymes, voir CDT.
Le comité départemental du tourisme (CDT) est, en France, un organisme local du tourisme créé au niveau départemental depuis la loi de décentralisation de 1986, comme disposé aux termes des articles L. 132-2 à L. 132-6 du Code du tourisme. Certains ont opté pour les appellations agence de développement touristique (ADT), agence de développement et réservation touristiques (ADRT)... 
Création institutionnelle des conseils départementaux il exerce des missions légales et a pour vocation de contribuer au développement et au dynamisme du tourisme départemental. En particulier, le comité départemental du tourisme « prépare et met en œuvre la politique touristique du département » (article L. 132-2). 
En application de l'article L. 132-1 du Code du tourisme, le conseil général établit, si besoin, un schéma d'aménagement touristique départemental. Ce schéma prend en compte les orientations définies par le schéma régional de développement du tourisme et des loisirs.
« Le conseil général confie tout ou partie de la mise en œuvre de la politique du tourisme du département au comité départemental du tourisme qui contribue notamment à assurer l'élaboration, la promotion et la commercialisation de produits touristiques, en collaboration avec les professionnels, les organismes et toute structure locale intéressés à l'échelon départemental et intercommunal. » (article L. 132-4).
Les principales missions d'un CDT sont notamment de :
- fédérer, informer et stimuler tous les acteurs publics et privés de son département ;
- analyser, conseiller, évaluer et élaborer, notamment la stratégie de développement touristique du département ;
- collecter, gérer, qualifier et mettre à disposition les informations touristiques (observation touristique) ;
- faire la promotion de son offre touristique en France et à l'étranger ;
- gérer et animer des filières infra départementales afin de développer la mise en marché.

À noter qu'un certain nombre de CDT sont dotés d'un service commercial, une « agence réceptive » intégrée ou externe (appelée Service Loisirs Accueil (SLA) jusqu'en 2009) qui assure la réservation et la vente de prestations et de forfaits touristiques (séjours en meublé, produits individuels, circuits groupes, etc.). L'objectif du CDT n'est pas de concurrencer les agences privées mais plutôt de dynamiser l'offre du département quand il y a carence de professionnels ou que ces derniers ne sont pas tournés vers l'activité réceptive. Cette activité contribue donc à la dynamisation du territoire et est exercée dans le cadre de l'intérêt général.
Les CDT sont fédérés par le Réseau national des destinations départementales (Rn2D), né de la fusion en 2009 de la Fédération nationale des comités départementaux du tourisme (FNCDT) et de la Fédération Loisirs Accueil France (FLAF). En 2009, parmi les 96 CDT présents sur le territoire français, plusieurs ont opté pour une nouvelle dénomination : ADT (Agence de développement touristique), ADRT (Agence de développement et de réservation touristiques), etc.
Cependant, le rapport Woerth sur la simplification et la rationalisation des compétences des collectivités locales remis en mai 2024 au président de la République préconise la suppression de la compétence tourisme aux départements.
Le premier ministre a annoncé proposer plusieurs lois dans la continuité de ce rapport pour fin 2024. La suppression des organismes départementaux du tourisme semble donc programmée à l'horizon 2025.